# Microsciurus santanderensis
Microsciurus santanderensis је сисар из реда глодара и породице веверица (лат. Sciuridae). 

## Распрострањење
Колумбија је једино познато природно станиште врсте.

## Станиште
Врста Microsciurus santanderensis има станиште на копну.

## Угроженост
Подаци о распрострањености ове врсте су недовољни.

### Популациони тренд
Популациони тренд је за ову врсту непознат.